# Hôtel de ville d'Angoulême
L’hôtel de ville d'Angoulême est un édifice public construit de 1858 à 1869 au cœur de la ville-haute d'Angoulême.
Dessiné par l'architecte Paul Abadie dans un style assez éclectique inspiré en grande partie de l'esthétique médiévale et ponctué de quelques références à la Renaissance ou au Classicisme, il se dresse à l'emplacement de l'ancien château comtal, dont il ne subsiste que le donjon des Lusignan (XIIIe siècle) et la tour des Valois (XVe siècle). Le beffroi, qui surplombe l'ensemble et accentue son caractère monumental, est largement postérieur à ces deux constructions (XIXe siècle).
L'hôtel de ville est environné par des terrasses de cafés et de restaurants ainsi que par des parterres fleuris inspirés des jardins à la française. Toute proche, la place New York fait la liaison entre l'hôtel de ville et la promenade du rempart Desaix, un peu plus à l'ouest.

## Historique
Du Xe siècle au XIIIe siècle, les comtes d'Angoulême, les Taillefer puis les Lusignan (voir liste des comtes et ducs d'Angoulême) renforcèrent les défenses de la ville et les agrandirent en englobant le quartier Saint-Martial.
En 1308, à la mort de Gui Ier de Lusignan, le comté d'Angoulême revient à la couronne de France. Il est donné à Louis d'Orléans, frère du roi Charles VI, en 1394 puis transmis à son fils Jean d'Orléans, grand-père de Marguerite d'Angoulême et de François Ier. Le Bon comte Jean d'Angoulême va magnifiquement agrandir le château comtal lors de son retour de captivité anglaise au milieu du XVe siècle.
Le duc d'Épernon (Jean-Louis de Nogaret de La Valette), gouverneur de l'Angoumois, y reçut Marie de Médicis en fuite en 1619. Ensuite le château ne fut que la résidence des gouverneurs.
En 1825, on y établit un télégraphe Chappe, dont la « pierre du télégraphe » (au sommet de la tour) reste le seul vestige.
En 1838 le maire de l'époque, Paul Joseph Normand de La Tranchade, propose au département de le céder à la ville pour en faire la mairie. Le conseil général de l'époque accepte de céder l'ancien château en 1842, à condition que n'en soit pas modifié le caractère monumental,. Pourtant Paul Abadie, architecte de la ville, chargé d'aménager le bâtiment selon sa nouvelle fonction depuis 1853, fit détruire en 1859 le logis du XVe siècle et ne garda le donjon et la tour ronde dite de Marguerite de Valois que sous la pression de la Société archéologique et historique de la Charente. Cette démolition, les procédés cavaliers de l'architecte, ses nombreux dépassements des budgets alloués créèrent le scandale. De 150 000 F, le coût de l'ensemble du chantier monta presque au million de francs. Ce fut l'occasion d'une polémique devenue emblématique de l'opposition entre architecture et archéologie au XIXe siècle.

## Architecture
Le donjon, le châtelet et le « château neuf » sont construits aux XIIe et XIIIe siècles. Au XVe siècle s'ajoute un pavillon carré collé à l'ouest de la tour Marguerite. Ce pavillon est muni d'une tourelle polygonale renfermant l'escalier.
À la fin du XVIe siècle, sous l'autorité du duc d'Épernon, gouverneur d'Angoulême, sont construites des fortifications en étoile, dont il ne reste que trois échauguettes, rue de Bélat, rue du Sauvage et une troisième dans un jardin privé impasse d'Austerlitz, ainsi qu'une tour visible derrière l'espace Marengo.

Enceinte d'Épernon
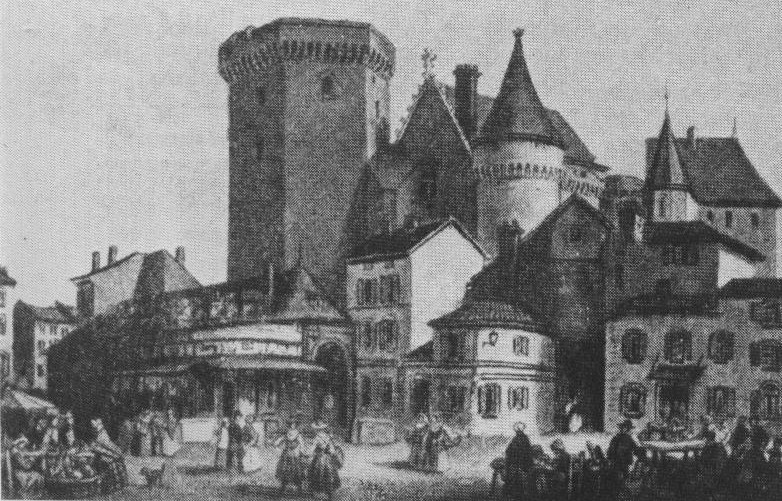
Situation du château avant sa restauration[9].
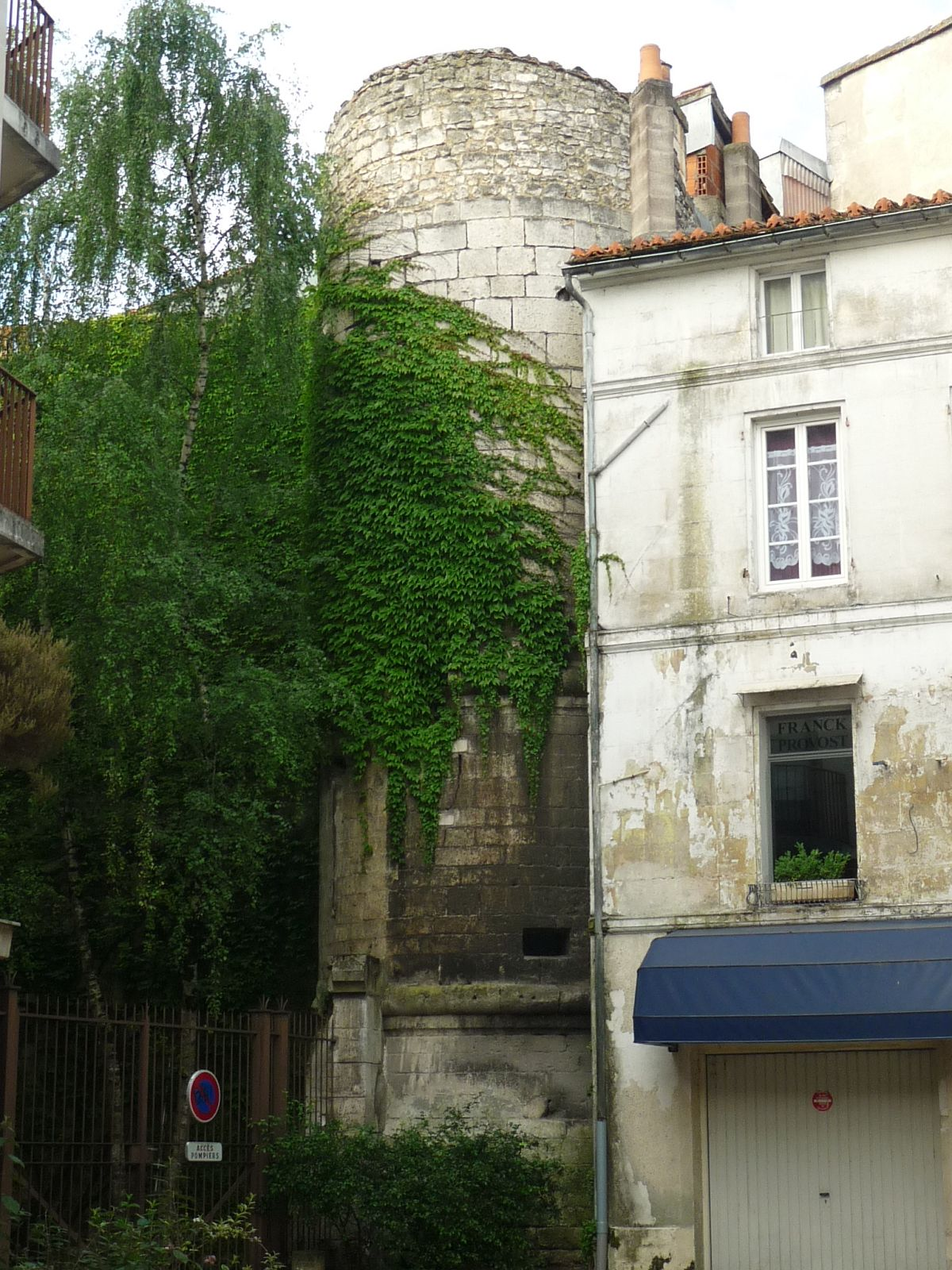
Tour à l'espace Marengo.
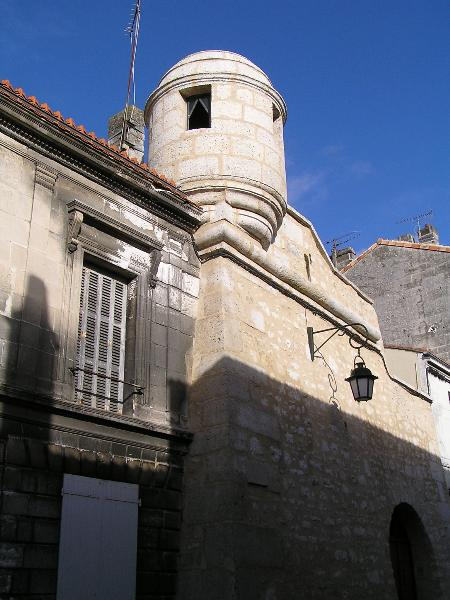
Échauguette rue de Bélat.

Du château des comtes d'Angoulême il ne reste que le donjon des Lusignan et la tour des Valois. Ils ont été inscrits comme monuments historiques en 1929.

Tours de l'ancien château
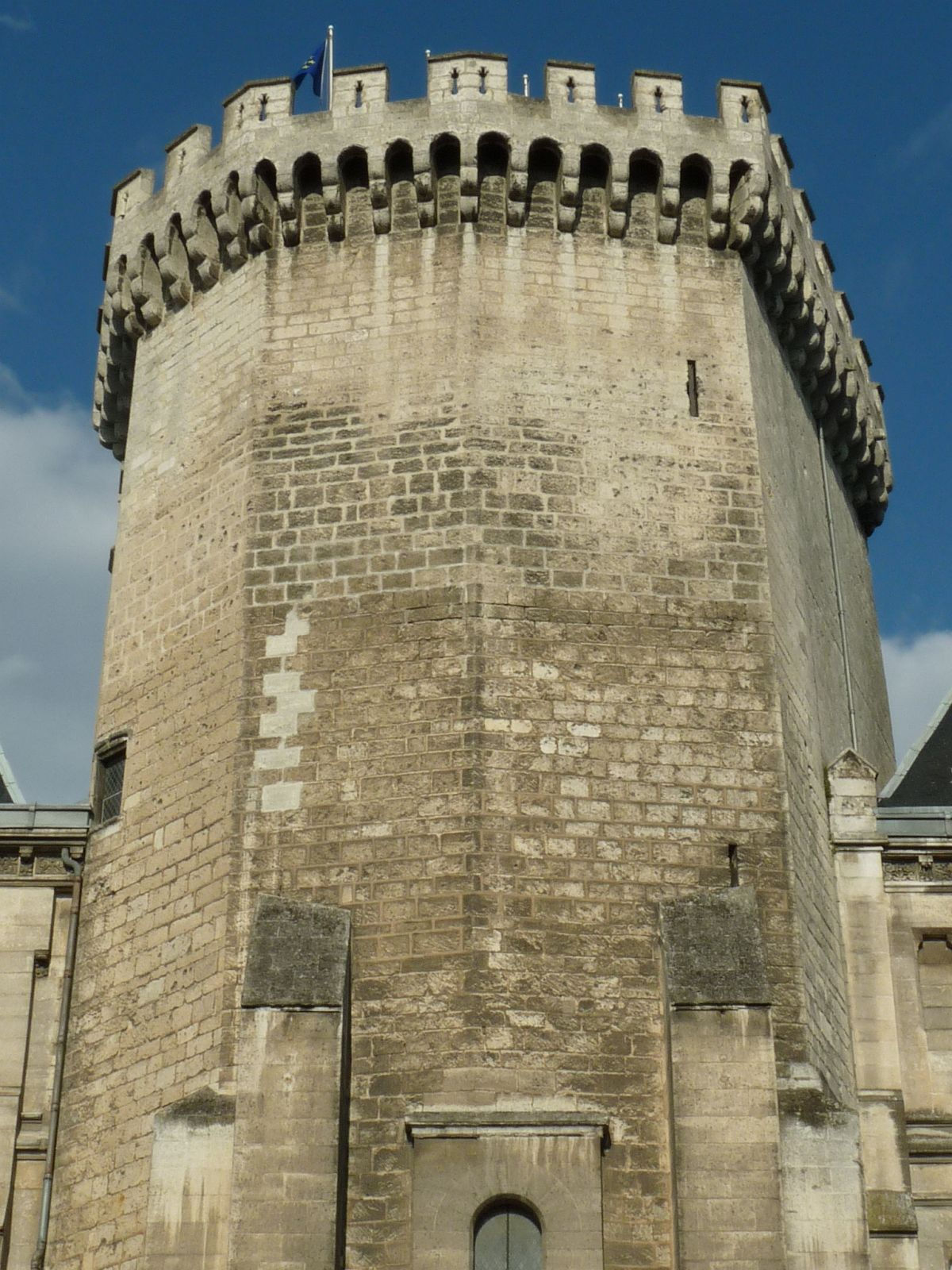
Tour Lusignan.
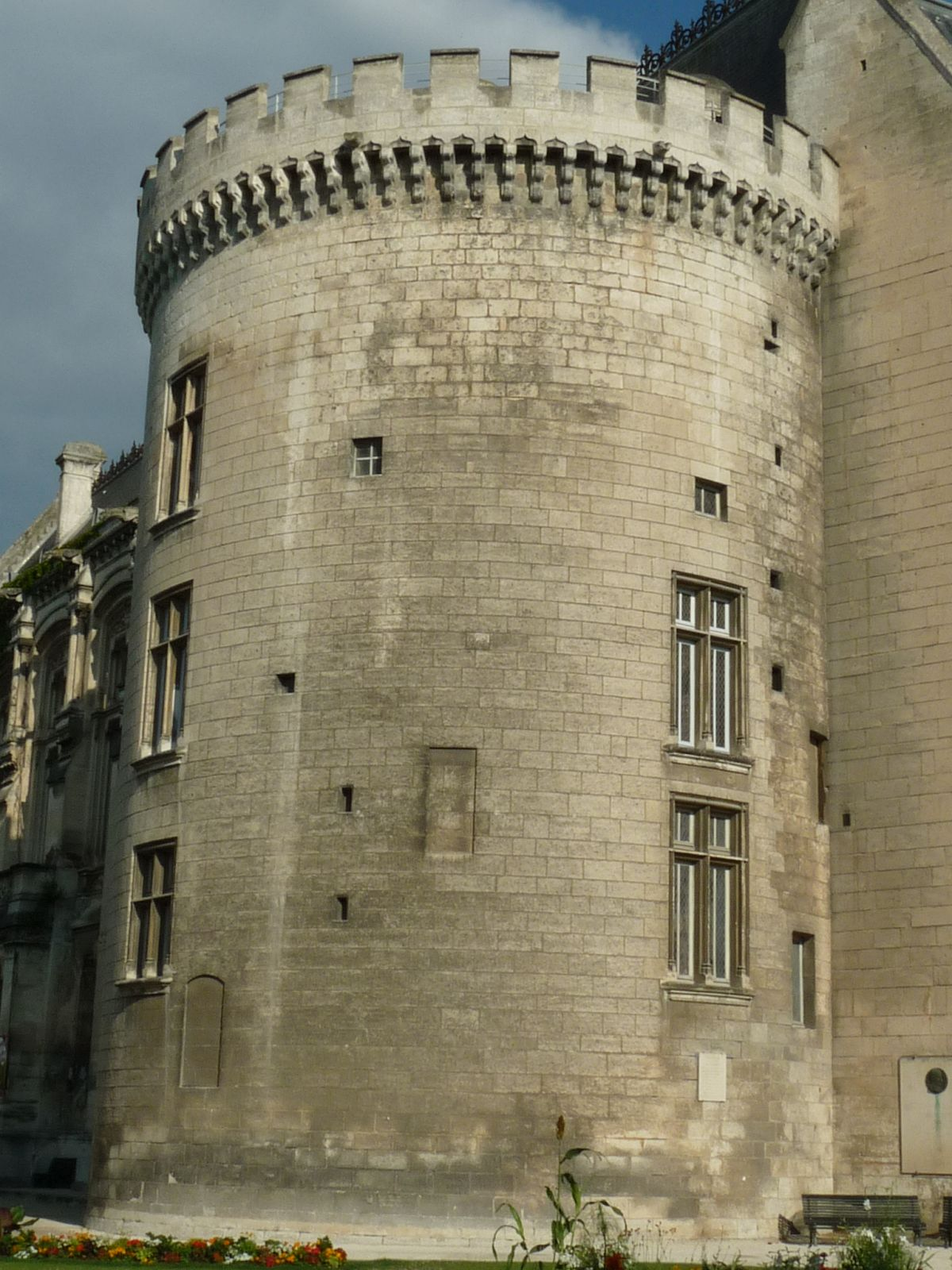
Tour des Valois ou de Marguerite.